# Eocardia
Genre
Eocardia est un genre fossile de rongeur d'Amérique du Sud. Il mesurait 30 centimètres de long et était lié aux Cochons d'Inde et aux Capybaras. Il a probablement ressemblé à une marmotte moderne. Il a vécu pendant le Miocène.

## Espèces
- † Eocardia montana (Ameghino, 1887)
- † Eocardia perforata (Ameghino, 1887)[1]

## Sources
- (en) Cet article est partiellement ou en totalité issu de l’article de Wikipédia en anglais intitulé « Eocardia » (voir la liste des auteurs).